# رايموند لي
رايموند لي (بالإنجليزية: Raymond Lee)‏ هو ممثل أمريكي، ولد في 1987 في نيويورك في الولايات المتحدة.

## أعمال

### أفلام
- (1921) الطفل

## وصلات خارجية
- رايموند لي على موقع IMDb (الإنجليزية)
- رايموند لي على موقع روتن توميتوز (الإنجليزية)
- رايموند لي على موقع ألو سيني (الفرنسية)
- رايموند لي على موقع قاعدة بيانات الفيلم (الإنجليزية)